# Districtul civil Westburg, comitatul Buchanan, Iowa
Pentru alte utilizări ale celor două nume proprii, vedeți Westburg (dezambiguizare) și Buchanan (dezambiguizare).
Districtul civil Westburg, comitatul Buchanan, Iowa (în original Westburg Township, Buchanan County) este unul din cele șaisprezece  districte civile (în original township) din comitatul Buchanan, statul Iowa, Statele Unite ale Americii.

## Districte topografice și districte civile
Utilizarea termenului de district topografic este făcută în sensul inițial topografic, un pătrat cu latura de exact 6 mile (circa 9.654 metri) și suprafața de exact 36 de mi2 (aproximativ 93,1997 km2). Majoritatea covârșitoare a districtelor civile ale statului Iowa au forma, latura și suprafața extrem de apropiate de forma și valorile districtelor topografice standard practicate atât în Canada cât și în Statele Unite ale Americii.

## Demografie
Conform datelor înregistrate de United States Census Bureau, populația districtului fusese de 513  locuitori la data efectuării recensământului din anul 2000.

## Geografie
Buffalo Township acoperă o suprafață de circa 88,129 km2 (sau 34.03 mi2). Districtul nu are nicun fel așezăminte pe suprafața sa.